# Hollister Co.
Hollister Co., zwykle reklamowany jako Hollister lub HCo. – amerykańskie przedsiębiorstwo należące do Abercrombie & Fitch. Pierwotnie pomysł został wprowadzony w życie i nakierowany na młodzież w wieku 14–18 lat poprzez nieco obniżony pułap cenowy w porównaniu do Abercrombie oraz koncept zainspirowany Południową Kalifornią. Produkty przedsiębiorstwa dostępne są w sklepach znajdujących się w wielu miejscach na świecie, jak również poprzez oficjalną stronę internetową. Marka w 2008 roku została sklasyfikowana na drugim miejscu wśród najchętniej wybieranych marek odzieżowych przez amerykańską młodzież.

## Historia

### Otwarcie i zaskakujący efekt
Pierwszy sklep Hollister został otwarty w lipcu 2000 roku w galerii Easton Town Center w mieście Columbus.
Błyskawiczny sukces marki doprowadził do tego, że w niedługim czasie Hollister zaczął wyprzedzać Abercrombie & Fitch. W celu właściwego rozróżnienia Hollister od Abercrombie, do produkcji ubrań Abercrombie zaczęto wprowadzać materiały wyższej jakości, tym samym podwyższając ceny produktów. Hollister natomiast pierwotnie miał trafiać do młodzieży w wieku od 14 do 18 lat. Ostatecznie jednak produkty tej marki sprzedawane są głównie osobom w wieku od 12 do 27 lat.

### Od międzynarodowego rozwoju do dzisiaj

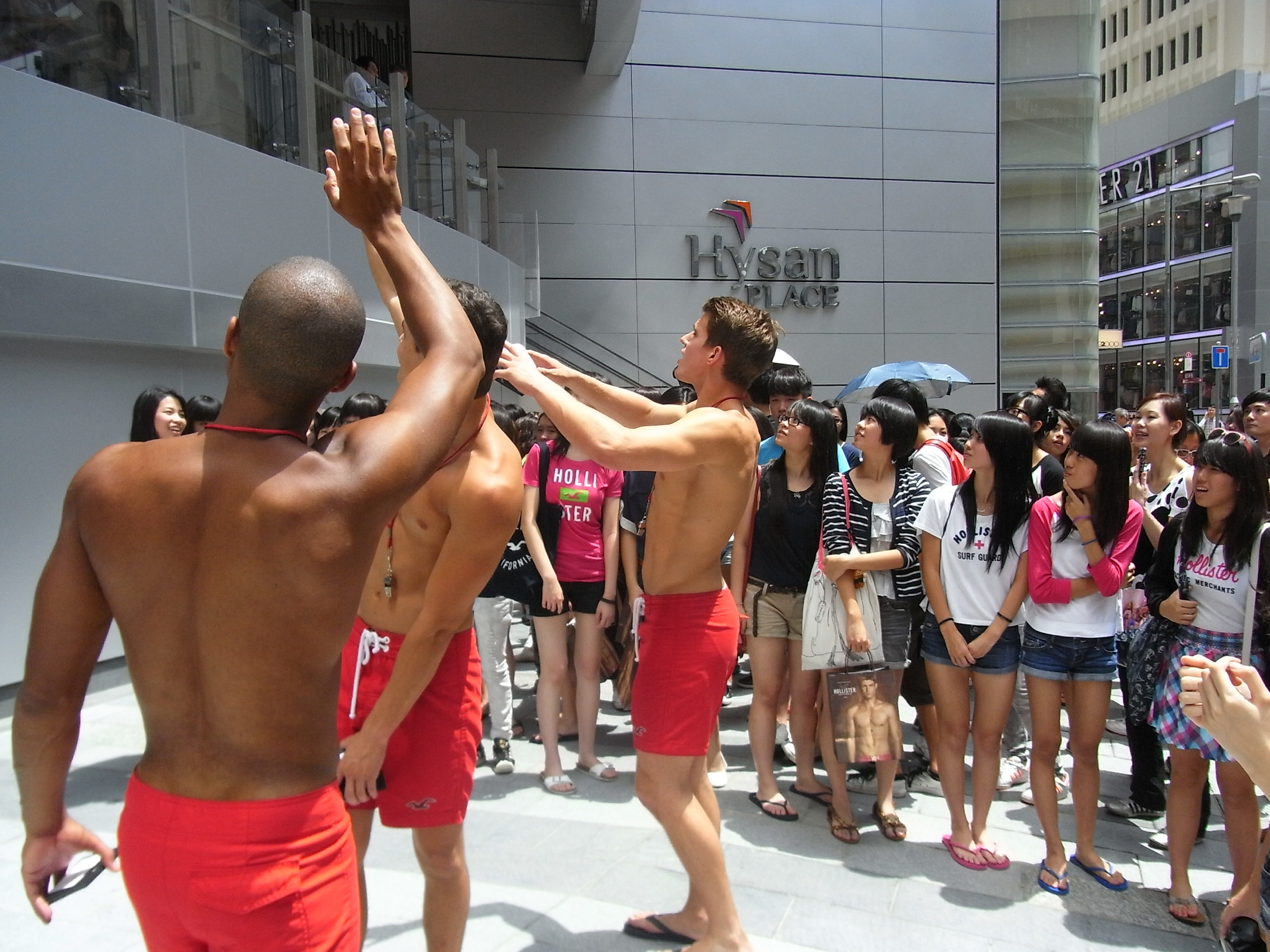
Otwarcie sklepu Hollister w Hongkongu

Abercrombie & Fitch Co. weszło na rynek kanadyjski w połowie stycznia 2006 roku. Otwarto sklepy Abercrombie & Fitch oraz Hollister w centrach handlowych Toronto Eaton Centre i Sherway Gardens w Toronto. W 2009 roku sklepy Hollister w Kanadzie znajdowały się w: Toronto Eaton Centre, Sherway Gardens i Fairview Mall w Toronto, West Edmonton Mall w Edmonton, Upper Canada Mall w Newmarket oraz Pacific Centre w Vancouver. W 2010 roku kolejne sklepy w Kanadzie otwarto w Polo Park w mieście Winnipeg oraz w Fairview Park Mall w Kitchener. W 2011 zostały otwarte kolejne trzy sklepy, w Hamilton, Brampton i Halifax.
Poczynając od lata 2007 roku, Abercrombie & Fitch Co. wydało kwotę około 10 milionów dolarów na instalację ścian video w sklepach Hollister w różnych krajach. Ogromne ściany na wielu ekranach przekazują obraz na żywo z plaż Huntington Beach w Kalifornii, miasta nazywanego potocznie „Surf City”, aby przekazać klientom surferski klimat Południowej Kalifornii, który marka promuje. Hollister płaci miastu Huntington Beach za umieszczenie kamer, które rejestrują obraz z miejskiego molo. W październiku 2007 roku sto wybranych sklepów Hollister włączyło się w promocję Gilly Hicks, kolejnej marki pochodzącej od Abercrombie & Fitch, aż do jej debiutu w styczniu 2008 roku. Nowa marka reklamowana była różnego rodzaju kosmetykami do pielęgnacji ciała, jak dezodoranty, mleczka kosmetyczne, mydła, spraye do ciała oraz balsamy do ust nazywane Sessions.
W październiku 2008 roku otwarto pierwszy sklep Hollister poza Stanami Zjednoczonymi i Kanadą w Brent Cross w Londynie, w centrach handlowych Westfield London, a także Bluewater w Kent, w pobliżu Londynu. Nieco później, po sukcesie londyńskich oddziałów Hollister, pierwszy sklep poza Londynem otwarto w maju 2009 roku w WestQuay Shopping Centre w Southampton, piąty sklep na Wyspach został otwarty w mieście Milton Keynes na początku 2010 roku. Ponadto sklepy Hollister w Anglii znajdują się w Sheffield, Norwich, Birmingham, Manchesterze, Solihull, Newcastle upon Tyne i Reading, a także w Szkocji, w Glasgow i Edynburgu. Hollister otworzył swoje sklepy również we Włoszech (Rzym, Wenecja, Mediolan, Florencja i Bergamo), w Niemczech (Berlin, Frankfurt, Oberhausen, Hamburg, Ludwigshafen, Neuss, Bonn, Kolonia i Drezno) i w Hiszpanii (Barcelona, Madryt, Bilbao, Saragossa, Walencja, Marbella, La Coruña). W 2011 roku Hollister otworzył swój pierwszy sklep w Irlandii, w centrum handlowym Dundrum Town Centre w Dublinie.
Fala marketingu związana ze sklepem sztandarowym Hollister ruszyła w maju 2009 roku. Szeroka kampania marketingowa reklamowała sklep pod hasłem „The Epic Hollister Store”, co oznacza coś niezwykłego. Abercrombie & Fitch uruchomiło stronę internetową HCORrideTheWave.com, która miała w swojej ofercie między innymi elektroniczne pocztówki, tapety i wygaszacz ekranu do ściągnięcia, jak również wskazówki dotyczące sztandarowego sklepu oraz film promocyjny graficznie przedstawiający układ i zamysł nowego, kilkupoziomowego sklepu. Zegar odliczający czas, nazwany „Epic Countdown” pokazywał, ile czasu zostało do otwarcia. Pierwszy sklep sztandarowy Hollister został ostatecznie otwarty 16 lipca 2009 roku.

## Marketing i towar

### Nietypowy rodzaj marketingu
Hollister realizuje rzadko spotykaną technikę marketingową, która dąży do tego, aby samo noszenie ubrań tej marki było jednoznaczne z jej bezpośrednim reklamowaniem. Dokonuje się to głównie poprzez duże naszywki lub nadruki przedstawiające nazwę marki, jej różne skróty, fikcyjną datę założenia, a także logo lecącej mewy, która znajduje się na większości produktów. Torby na zakupy, z dużymi zdjęciami i oznaczeniami również przynoszą podobny efekt. W efekcie, marka w najmniejszym stopniu nie polega na marketingu medialnym, aby w skuteczny sposób się reklamować.

### Towar

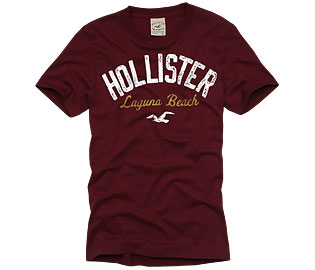
T-shirt Hollister

Artykuły sprzedawane w Hollister w większości przypadków czerpią z plaż Południowej Kalifornii. Podobnie jak w przypadku Gilly Hicks, inspirującego się australijskimi plażami. Oznaczenia i metki określają Hollister jako „pacific merchants”, założone w 1922 roku. Abercrombie & Fitch utrzymuje Hollister na poziomie cenowym dostosowanym do ludzi, którzy stanowią największą grupę klientów tej marki, czyli młodzieży szkolnej. Mówi się, że ceny w Hollister są o 20% niższe niż w Abercrombie. W celu podtrzymania kalifornijskiego, surferskiego klimatu, sklepy i produkty podzielono na działy określane jako „Dudes” (mężczyźni) i „Bettys” (kobiety).
Hollister w swojej ofercie w większości proponuje ubrania, takie jak koszulki, polówki, koszulki typu „Henley”, swetry, bezrękawniki, kurtki, jeansy, japonki, bokserki i inne. W sklepach dostępne są również wody kolońskie i różne perfumy.

## Zapachy
W 2001 roku, Hollister zaprezentował swój główny zapach dla kobiet i mężczyzn. Został on wycofany w roku 2005. W 2004 roku pojawił się zapach August dla kobiet oraz Drift dla mężczyzn. Oba wycofano w 2007 roku. W 2005 pojawiły się zapachy Malaia i Jake odpowiednio dla kobiet i mężczyzn. Następnie, w roku 2006 zaprezentowano zapachy Ryder dla kobiet i HCO22 dla mężczyzn. Oba dotrwały roku 2009. W roku 2007 wydano perfumy SoCal dla kobiet i wodę kolońską dla mężczyzn o tej samej nazwie. Obecnie woda kolońska SoCal jest odświeżaczem powietrza. W 2008 roku pojawiły się perfumy California dla kobiet, a także woda kolońska dla mężczyzn również oznaczona tą nazwą. California dla mężczyzn została wycofana w roku 2011. Wraz z otwarciem sklepu sztandarowego Hollister w Nowym Jorku, zaprezentowano wodę kolońską o nazwie Epic, która dostępna jest tylko w sklepie sztandarowym oraz w sprzedaży online. W 2010 roku zaprezentowano zapach Sadie dla kobiet. Rok później wydano zapach Break Line przeznaczony dla mężczyzn. W roku 2012 światło dzienne ujrzał zapach dla kobiet o nazwie Addison. Ostatnim zaprezentowanym zapachem jest wprowadzony w 2013 roku SoCal So Chill dla mężczyzn
| Nazwa zapachu: | Dla:      | Data wydania: | Data wycofania: |
| -------------- | --------- | ------------- | --------------- |
| Hollister Co.  | Wszyscy   | 2001          | 2005            |
| August         | Kobiety   | 2004          | 2007            |
| Drift          | Mężczyźni | 2004          | 2007            |
| Malaia         | Kobiety   | 2005          |                 |
| Jake           | Mężczyźni | 2005          |                 |
| Ryder          | Kobiety   | 2006          | 2009            |
| HCO22          | Mężczyźni | 2006          | 2009            |
| SoCal          | Kobiety   | 2007          |                 |
| SoCal          | Mężczyźni | 2007          |                 |
| California     | Kobiety   | 2008          | 2010            |
| California     | Mężczyźni | 2008          | 2011            |
| Epic           | Mężczyźni | 2009          |                 |
| Sadie          | Kobiety   | 2010          |                 |
| Break Line     | Mężczyźni | 2011          |                 |
| Addison        | Kobiety   | 2012          |                 |
| SoCal So Chill | Mężczyźni | 2013          |                 |

## Pielęgnacja ciała
Pierwotnie znana pod nazwą „Sessions”, linia pielęgnacyjna do ciała została uproszczona do nazwy „Body Care”. Produkty z tej serii zawierały: płyny do ciała, mleczka kosmetyczne, mgiełki, spraye do ciała, dezodoranty/antyperspiranty, a także połyski, błyszczyki i balsamy do ust. Niedługo później zaprezentowano wosk do włosów oraz mleczko do dłoni. Wkrótce niektóre dezodoranty i antyperspiranty, kosmetyki do ust, wosk do włosów oraz płyny do ciała dla kobiety zostały wycofane.
Dla kobiet:
| Nazwa:              | Data wydania: | Data wycofania: | Zapach:                                        |
| ------------------- | ------------- | --------------- | ---------------------------------------------- |
| La Jolla            | 2008          | 2009            | ?                                              |
| Harmosa Beach       | 2008          | 2010            | ?                                              |
| Ventura             | 2008          | 2010            | żurawina, kandyzowana wanilia                  |
| Malibu Beach        | 2008          |                 | migdał, wanilia                                |
| Laguna Beach        | 2008          |                 | brzoskwinia, frezja, mleczko kokosowe          |
| Crystal Cove        | 2008          |                 | kiwi, dzika truskawka                          |
| Solana Beach        | 2010          |                 | malina, jabłko, truskawka, jaśmiń, białe piżmo |
| Crescent Bay        | 2011          |                 | soczysty arbuz, mak kalifornijski              |
| Silver Strand Beach | 2012          |                 | aloes, mandarynka, kwiat brzoskwini            |

Dla mężczyzn:
| Nazwa:           | Data wydania: | Data wycofania: | Zapach:                            |
| ---------------- | ------------- | --------------- | ---------------------------------- |
| Mission Beach    | 2008          | 2010            | ?                                  |
| Redondo Beach    | 2008          | 2010            | ?                                  |
| Balboa Beach     | 2008          | 2010            | ?                                  |
| Huntington Beach | 2008          |                 | zamsz, drzewo bursztynowe          |
| Newport Beach    | 2008          |                 | liście bambusa, piżmo, drzewny     |
| Manhattan Beach  | 2008          |                 | drzewny, owoce cytrusa, bursztyn   |
| Beacon’s Beach   | 2010          |                 | pikantna cytryna, szałwia, palmowy |
| Breaker’s Beach  | 2012          |                 | mięta, liść mandarynki, sekwoja    |

## Sklepy

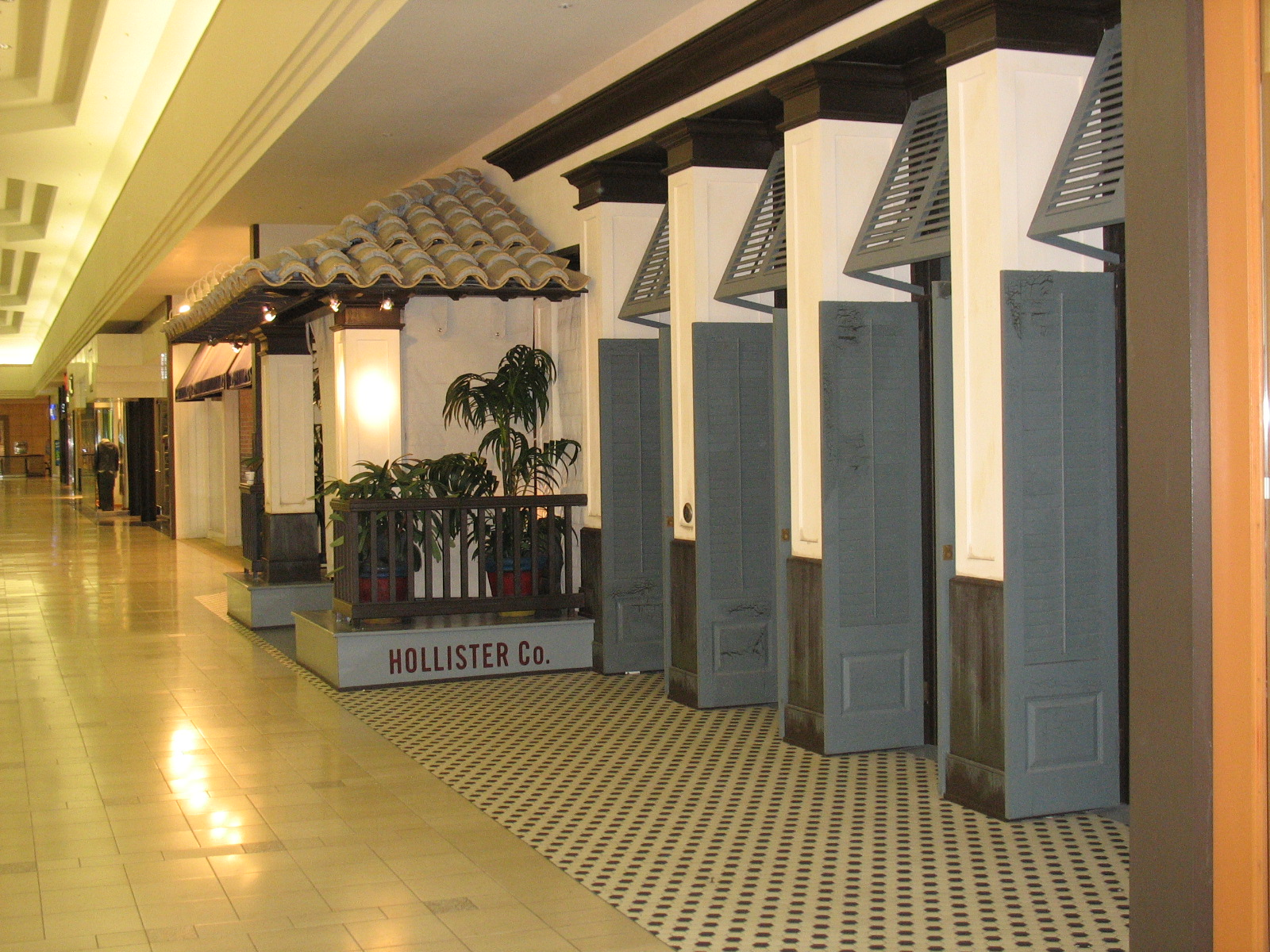
Sklep Hollister w mieście Concord w Kalifornii

Abercrombie & Fitch projektuje sklepy Hollister w taki sposób, aby w jak najbardziej realistyczny sposób oddawały plażową atmosferę, co sprawia, że zdecydowanie wyróżniają się na tle innych sklepów w centrach handlowych. Zewnętrzna strona zawiera przysłonięte żaluzjami drzwi, a także jasne i ciemne zdobione ściany. Do wejścia prowadzi niewielki deptak, a w planach jest dodanie do kompozycji żyrandola zawieszonego na werandzie przy wejściu. Środek sklepu w przeważającej części oddzielony jest od zewnątrz przez równoległe ściany. Drzwi przysłonięte żaluzjami mają za zadanie wprowadzić do sklepu odpowiednią atmosferę i trzymać z dala niepasujących klientów, jednocześnie pozwalając ludziom poruszającym się na wózkach inwalidzkich na dostęp do sklepu bez używania schodów w przedsionku. Abercrombie & Fitch wprowadziło drzwi przysłonięte żaluzjami w sklepach Hollister w ramach eksperymentu. Pomysł ostatecznie przyjął się, co zaowocowało jego poszerzeniem również o sklepy Abercrombie.
Przestrzeń z asortymentem została podzielona na oddzielone od siebie pokoje. Pół sklepu przeznaczone jest dla mężczyzn („Dudes”), natomiast druga połowa dla kobiet („Bettys”). Sklepy Hollister posiadają swoją muzyczną playlistę, zmienianą co miesiąc, która przepełniona jest piosenkami utrzymanymi w surferskim klimacie, tak aby w jak najlepszy sposób utrzymać plażową atmosferę. W porównaniu do innych sklepów, muzyka w Hollister jest dość głośna, a wydobywa się z wielu strategicznie rozmieszczonych po całym sklepie głośników. Wcześniej klienci mieli możliwość wybierania piosenek, które chcieliby usłyszeć, używając ekranu dotykowego umieszczonego na jednej ze ścian, jednak ten dodatek został wycofany i od tamtej pory ekran dotykowy pokazuje tylko artystów i piosenki, które są akurat grane. Nikło, punktowo oświetlone wnętrze wystrojone jest skórzanymi fotelami, używanymi dywanami, zdobionymi ścianami, deskami surfingowymi znajdującymi się za kasą (na niektórych znajduje się napis „Hollister”) oraz doniczkowymi palmami rozmieszczonymi w całym sklepie. Pokój centralny, w którym znajdują się produkty pielęgnacyjne oraz kasa, spełnia zadanie salonu i można w nim znaleźć bardzo dużo gazet o tematyce surferskiej i popularnej, które również można kupić, podobnie jak płyty z muzyką, która grana jest w sklepie. Produkty wystawione są we wbudowanych ścianach i półkach, jak również na ciemnych, drewnianych stołach, w łóżeczkach i ławkach. W ostatnim czasie w sklepach zmieniono styl wystawiania produktów, faworyzując prostokątne oraz okrągłe stoły w celu zyskania większej przestrzeni. Sklepy i ubrania są regularnie spryskiwane najbardziej popularnym zapachem SoCal przez pracowników, a także komputerowy system spryskujący zainstalowany na dachu, uruchamiający się raz na jakiś czas. W rezultacie klienci zwykle mogą poczuć specyficzny zapach perfum jeszcze zanim wejdą do sklepu. Dodatkowo, każdy artykuł znajdujący się w sklepie jest uprzednio spryskiwany zapachem.
Pierwotnie, wystrój sklepu zawierał prawdziwych mieszkańców w postaci kota bardzo rzadkiej rasy Maine Coon o imieniu Fletcher oraz papugę rasy Green wing Macaw imieniem Riley. Wywołało to reakcję obrońców praw zwierząt, którzy protestowali przeciw niewłaściwemu traktowaniu kota i papugi służących jako wystrój sklepu. Według obrońców zwierzęta miały nieodpowiednie światło i były narażone na działanie bardzo głośnej muzyki. Od listopada 2000 roku zwierząt nie ma w sklepach Hollister. Inne zmiany, które nastąpiły od czasu otwarcia sklepu to między innymi porzucenie pomysłu utrzymywania przebieralni w stylu surferskim, na korzyść tradycyjnych, jednoosobowych przebieralni. Również poziom głosu muzyki w sklepach został nieco obniżony w związku z często powtarzającymi się skargami rodziców oraz innych grup klientów, tym niemniej w zależności od dnia i sklepu poziom głośności muzyki może się różnić.

### Muzyka
Sklepy Hollister znane są z grania alternatywnego rocka oraz popu. Polityka firmy zakłada puszczanie muzyki w przedziale od 80 do 85 decybeli. Podczas jednej z kontroli osiągnięto poziom nawet 90 decybeli. Agencja OSHA, zajmująca się badaniami warunków pracy, wymaga, aby pracownicy mieli zapewnioną odpowiednią ochronę uszu w związku z tak dużym natężeniem decybeli. Jeden z kierowników sklepu zdradził, że otrzymywał skargi od klientów na zbyt głośną muzykę, jednak poziom głośności określa polityka firmy. W zależności od dnia i od sklepu, poziom głośności muzyki jest przeważnie obniżany z powodu wielu skarg.
Aktualna playlista w sklepach Hollister (listopad, grudzień 2014):
| Wykonawca:                            | Utwór:                     |
| ------------------------------------- | -------------------------- |
| Saint Motel                           | Cold Cold Man              |
| RUFUS DU SOL                          | Desert Night               |
| Glass Animals                         | Pools (Roosevelt Remix)    |
| The Madden Brothers                   | Dear Jane                  |
| Midnight Pool Party                   | If You Were Mine (Baby)    |
| Plug in Stereo                        | Priceless                  |
| Meghan Trainor                        | Dear Future Husband        |
| The Griswolds                         | Beware the Dog             |
| Jordan Gable                          | In My Head                 |
| Chromeo                               | Old 45's                   |
| Josef Salvat                          | Open Season                |
| Coastgaard                            | Black White Fuzz           |
| Flight Facilities (feat. Emma Louise) | Two Bodies                 |
| Colbie Caillat                        | If You Love Me Let Me Go   |
| AJ Edwards                            | One of a Kind              |
| Evvy                                  | Collide (Keljet Remix)     |
| Max and Simon                         | Hey Sunshine (Shine on Me) |
| Taylor Swift                          | Shake It off               |

### Sztandarowe sklepy
Hollister otworzył swój pierwszy sklep sztandarowy 16 lipca 2009 roku, nazywając go „najlepszym sklepem w Nowym Jorku”. Sztandarowy sklep mieści się w modnej dzielnicy SoHo, na południowo-wschodnim rogu ulic Houston i Broadway. Sklep zajmuje powierzchnię 3700 m² i znajduje się aż na czterech piętrach. Przedstawiciel sklepu sztandarowego wygłosił następujące słowa: „Sklep EPIC to kwintesencja marki Hollister – wielkie fale, surfing, słońce i spędzanie czasu na molo. Sympatyczny klimat w Hollister nie jest niczym wymuszonym, my przenosimy południowokalifornijski klimat na SoHo”. Thomas D. Lennox (Vice Prezydent Komunikacji Korporacyjnej w A&F Co.) oznajmił, iż firma ma nadzieję, że sztandarowy sklep będzie dla klientów czymś „pamiętnym” i „niepowtarzalnym”, jak również bardzo ważnym krokiem dla marki. Spośród wszystkich wydatków Abercrombie & Fitch w 2008 roku (około 445 milionów dolarów), mniej więcej 300 milionów dolarów wydano na budowę i wystrój nowego sklepu.
W listopadzie 2009 roku Abercrombie & Fitch ujawniło plany otwarcia sklepu „EPIC Hollister” w 2010 roku na Piątej Alei. W lutym 2010 roku, oficjalnie potwierdziło plan otwarcia drugiego sklepu sztandarowego EPIC w Nowym Jorku. Lokalizacja, która pierwotnie miała zostać przeznaczona na sklep sztandarowy abercrombie kids, mieści się właśnie na Piątej Alei i zawiera 2000m² przestrzeni handlowej. W miejscu tym wcześniej znajdował się drugi sklep sztandarowy marki Brooks Brothers, która opuściła je 31 stycznia 2009 roku. Piąta Aleja 666 to jedna z najbardziej ekskluzywnych części całej Alei, niedaleko znajduje się sklep sztandarowy Abercrombie & Fitch, jak również tak luksusowe butiki, jak Chanel, Fendi i Prada. Sklep sztandarowy Hollister na Piątej Alei został otwarty w późniejszej części 2010 roku i zawiera przekaz na żywo z Huntington Beach wyświetlany na 179 ekranach na zewnątrz sklepu.
Abercrombie & Fitch wyraża nadzieję na możliwość otwarcia sklepów sztandarowych Hollister „na międzynarodowym gruncie” w niedalekiej przyszłości. Obejmuje to program rozwoju o nazwie „EPIC”, który skupia się na rozroście wszystkich marek Abercrombie & Fitch na światową skalę. 12 maja 2012 roku, pierwszy międzynarodowy sklep sztandarowy Hollister otwarto na Regent Street w Londynie.
Hollister posiada trzy sklepy sztandarowe oraz jeden poboczny sklep sztandarowy:
- Nowy Jork, SoHo, USA
- Londyn, Regent Street, Anglia
- Monachium, Farbergraben, Niemcy

Poboczny sklep sztandarowy znajduje się na nowojorskiej Piątej Alei. W planach jest otwarcie kolejnych międzynarodowych sklepów sztandarowych w zależności od potrzeb rynku. Pogłoski mówią o Paryżu.

## Przyszły rozwój sklepu

### Stany Zjednoczone i Kanada
Po burzliwym sezonie świątecznym w 2008 roku, wraz z ekonomicznym kryzysem w branży handlowej, Abercrombie & Fitch skorygowało swoje plany tak, aby dopasować się do środowiska. W roku 2009, największym wydarzeniem dla marki na rynku krajowym było otwarcie sklepu sztandarowego na SoHo w Nowym Jorku.
Poczynając od grudnia 2008 roku, Abercrombie & Fitch otworzyło wiele sklepów Hollister w całych Stanach Zjednoczonych.
Hollister posiada jedenaście sklepów na terenie Kanady. Sześć z nich znajduje się w stanie Ontario, dwa w stanie Alberta i po jednym w Kolumbii Brytyjskiej, Manitobie oraz Nowej Szkocji.

### Wielka Brytania
W maju 2012 roku w Wielkiej Brytanii znajdowało się 28 sklepów Hollister.
Abercrombie & Fitch ma w planach otwarcie kolejnych czterech lub pięciu sklepów, jednak żadna z lokalizacji nie została póki co ujawniona. Zarówno Hollister, jak i Abercrombie & Fitch znajdują się w Wielkiej Brytanii pod falą dużej krytyki, ponieważ asortyment tam oferowany jest nawet dwukrotnie droższy niż w Stanach Zjednoczonych.

### Reszta Europy

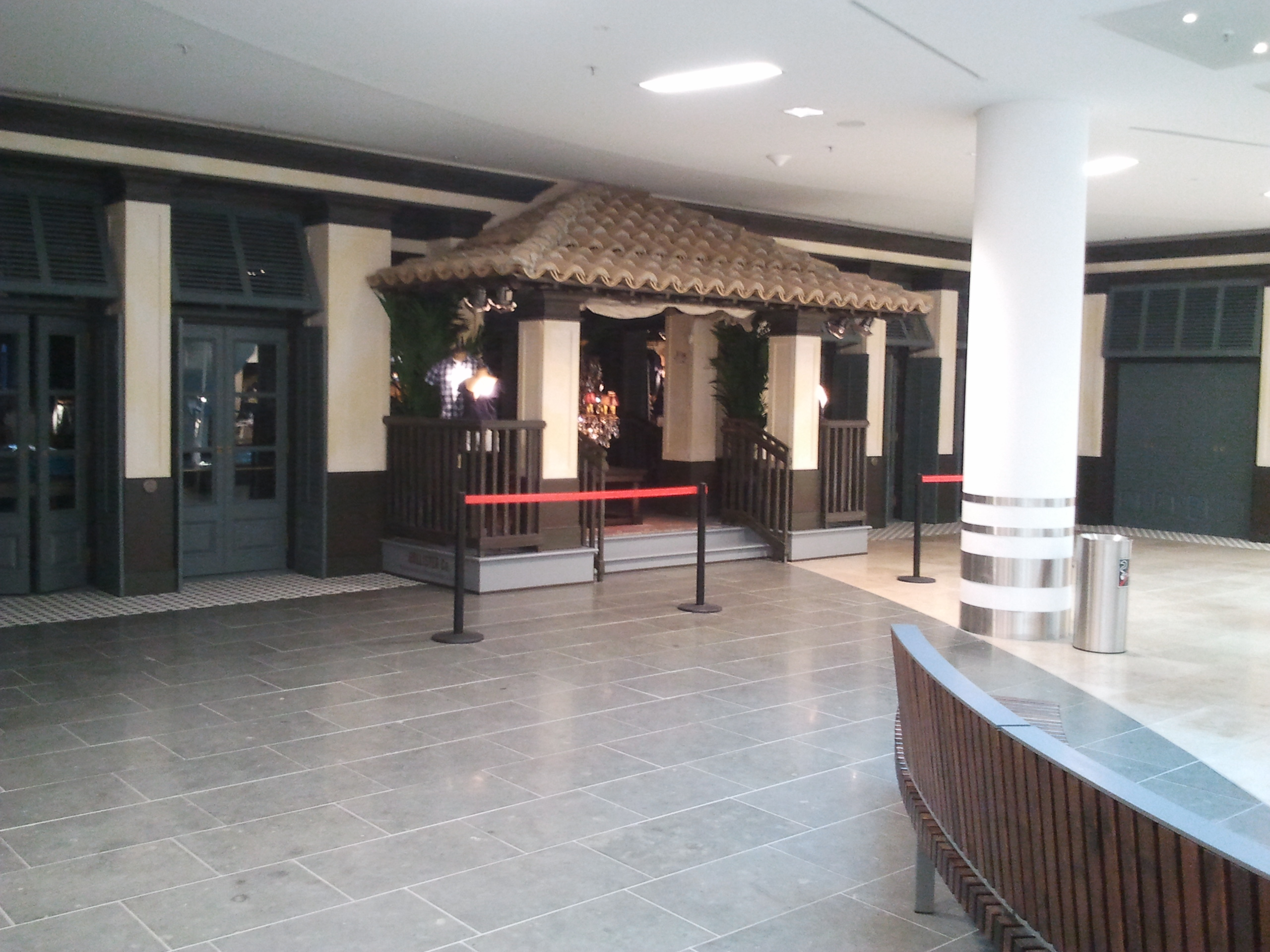
Sklep Hollister w Neuss w Niemczech

Aktualnie sklepy Hollister znajdują się również w Irlandii, Francji, Hiszpanii, Szwecji, Belgii, Niemczech, Polsce, Austrii i we Włoszech. We wrześniu 2013 roku otwarty został nowy sklep w mieście Utrecht w Holandii. W planach jest również otwarcie sklepu w Rotterdamie pod koniec 2013 roku.

### Azja
Hollister w 2011 roku otworzył sklep w Hongkongu w centrum handlowym Festival Walk w wieżowcu Hysan Place. W roku 2012 otwarto sklep w Korei Południowej.

### Australia i Środkowy Wschód
Hollister ma w planach otwarcie sklepów w Australii i na Bliskim Wschodzie w 2013 roku. Jak na razie otwarte są dwa sklepy w Australii – jeden w Melbourne i jeden w Sydney.

### Polska
25 stycznia 2013 roku Hollister otworzył swój pierwszy sklep w Polsce, który jest zarazem pierwszym w Europie środkowo-wschodniej. Znajduje się w warszawskiej Galerii Mokotów. Abercrombie & Fitch oświadczyło, że sklep w Warszawie jest ostatnim sklepem Hollister, w którym zastosowano konstrukcję wejścia składającą się z wielu ekranów przedstawiających plaże Huntington Beach, gdyż rozwiązanie takie jest o wiele droższe od wejścia w postaci przedsionka.

## Problemy prawne

### Ochrona znaku towarowego
Jak donosi artykuł w gazecie Los Angeles Times z kwietnia 2009 roku, Abercrombie & Fitch zagroziło handlowcom i mieszkańcom miasta Hollister w Kalifornii, którzy chcą używać napisu „Hollister” na ubraniach. Artykuł cytuje Davida Cuppsa, adwokata generalnego Abercrombie & Fitch: „Jeśli spróbują, mogą spodziewać się telefonu i dużo więcej.”
Jak również mówi artykuł: „Kontrowersje wokół nazwy jeszcze bardziej rozgorzały w 2006 roku, kiedy Stacey Crummett, kierownik wykonawczy firmy Rag City Blues, dodała słowo „Hollister” na metkach swoich jeansów. W odpowiedzi na użycie przez nią znaku firmowego, prawnicy Abercrombie & Fitch wysłali jej list, w którym twierdzili, że profanuje ona znak firmowy i grozili jej procesem.”
„Nawet uczniowie liceum San Benito High School w mieście Hollister zastanawiali się, czy profanują znak firmowy poprzez noszenie koszulek ze szkolnym przydomkiem, Hollister Haybalers.”
„Prokurator naczelny miasta Hollister, Stepahanie Atigh, nalega, aby Abercrombie & Fitch powstrzymało się od oskarżeń, gdyż ludzie po prostu umieszczają na ubraniach nazwę miasta.”

### Morris vs. Abercrombie & Fitch Co.
W 2007 roku, rozstrzygnięty został proces Morris vs. Abercrombie & Fitch Co. Abercrombie & Fitch uznało, że nie powinni pytać swoich klientów w Kalifornii o dane personale podczas transakcji z udziałem kart kredytowych. Klienci, którzy byli pytani o te informacje od 9 czerwca 2005 roku do 31 maja 2007 roku, mogli być upoważnieni do otrzymania kart podarunkowych. Od czasu uzyskania kompromisu, w sklepach należących do Abercrombie & Fitch Co. zaprzestano pytania o te informacje.

### Dyskryminacja na tle religijnym
Abercrombie & Fitch zostało oskarżone o dyskryminację jednej z pracownic kalifornijskiego sklepu Hollister, która była krytykowana za noszenie hidżabu w sklepie. Muzułmańska studentka college’u została zatrudniona po rozmowie kwalifikacyjnej, podczas której również miała na sobie hidżab. Przeprowadzający rozmowę powiedział jej, że może nosić hidżab wyłącznie w kolorach szarym lub białym, jednak została upomniana przez Managera Okręgowego, aby nie nosiła nakrycia głowy w trakcie pracy. Rada do spraw kontaktów amerykańsko-islamskich wytoczyła proces Abercrombie & Fitch. Firma wcześniej, we wrześniu 2009 roku otrzymała skargę dotyczącą takiego samego przypadku, który miał miejsce w stanie Oklahoma.

### Dostęp dla wózków inwalidzkich
W sierpniu 2011 roku, sędzia Wiley Daniel orzekł, iż dwa sklepy Hollister w stanie Kolorado nie stoją w zgodności z amerykańską ustawą dotyczącą osób niepełnosprawnych, w związku z faktem, że posiadają wejście do sklepu w kształcie przedsionku, który zawiera schody, co stanowi dla osób niepełnosprawnych duży problem.
W roku 2012, sprawa rozrosła się na skalę całego kraju. W marcu 2013 roku, sędzia Daniel wydał orzeczenie na korzyść powództwa, rozstrzygając, że 248 z 483 sklepów Hollister na terenie Stanów Zjednoczonych, z których wszystkie zostały wybudowane wiele lat po uchwaleniu ustawy o osobach niepełnosprawnych, posiada wejścia naruszające treść ustawy. Nakazał firmie oraz aktywistom na rzecz osób niepełnosprawnych spłaszczenie schodów przy wejściach do sklepów lub zainstalowanie pochylni dla wózków inwalidzkich. Póki co, obie strony nie doszły do porozumienia.

## Kontrowersje

### Red Poppy
W listopadzie 2010 roku, asystent managera w sklepie w mieście Southampton, chciał uniemożliwić jednej ze swoich pracownic, Hariet Phipps, noszenie Czerwonego Wieńca zwanego „Red Poppy”, który jest częścią uczczenia angielskiego Dnia Rozejmu obchodzonego w Anglii każdego listopada. Oficjalne stanowisko Abercrombie & Fitch w tej sprawie głosiło, iż Czerwony Wieniec nie jest częścią akceptowanego przez firmę ubioru, a więc noszenie jego jest zabronione. Sprawą zainteresowały się media, a Phipps wystąpiła w porannym programie Daybreak telewizji ITV1, w wiadomościach stacji BBC News 8 listopada 2010 roku, a także udzieliła wywiadu The Daily Mail oraz innym gazetom.
Archie Parson, sekretarz fundacji The Royal British Legion w Southampton, stwierdziła: „Mam jedynie nadzieję, że sklep rozpatrzy swoją decyzję na nowo i zostanie osiągnięte porozumienie, ponieważ wygląda na to, że trochę zbyt nieczułym jest brak chęci oddania hołdu naszym żołnierzom poległym na froncie.”
Po fali krytyki, Hollister umieścił na swojej stronie na Facebooku stanowisko, w którym zapowiedział zmianę polityki na dni/tygodnie przed Dniem Pamięci.

### Rasistowskie zdjęcie
W sierpniu 2012 roku, Hollister otworzył sklep w Korei Południowej, przywożąc ze sobą grupę modeli, którzy mieli go reklamować. Jeden z modeli zrobił zdjęcie siebie ze „skośnooką” twarzą, a inny pokazał środkowy palec do kamer.

### Karmienie piersią
W styczniu 2013 roku, kobieta karmiąca piersią swoje dziecko w sklepie Hollister w Houston, została upomniana przez kierownika sklepu, że nie może robić tego w tym miejscu i poproszono ją o wyjście. W rezultacie, kobiety zorganizowały ogólnokrajową akcję, podczas której miały zamiar karmić piersią w sklepach Hollister. Grupa kobiet karmiących piersią w sklepie w centrum handlowym Concord Mall w Delaware została skonfrontowana z ochroną galerii i poproszono je o wyjście. To wydarzenie wzmogło kontrowersje na stronie centrum handlowego na Facebooku.